# Línea 225A (Interurbanos Madrid)
La línea 225A de la red de autobuses interurbanos de Madrid unía el Hospital y la Universidad de Alcalá de Henares con Torrejón de Ardoz. Fue suprimida el 15 de enero de 2013, junto con la línea 225 y su recorrido fue absorbido por la línea 824.

## Características
Esta línea unía el hospital y la Universidad de Alcalá de Henares con Torrejón de Ardoz en aproximadamente 30 min pasando por la Vía Complutense y la avenida de Madrid de Alcalá de Henares (hasta el 25 de noviembre de 2009 lo hacía por el barrio de La Garena). Cuando el campus universitario estaba cerrado, la línea discurría por el viario oeste del Hospital Universitario Príncipe de Asturias de Alcalá de Henares.
Estaba operada por la empresa ALSA mediante concesión administrativa del Consorcio Regional de Transportes de Madrid.

### Frecuencias
| Lunes a viernes laborables |          |
| De 7:45 a 20:45            | cada 1 h |

| Lunes a viernes laborables |          |
| De 7:00 a 20:00            | cada 1 h |

### Material móvil
Setra S419UL

## Recorrido y paradas

### Sentido Torrejón de Ardoz
La línea iniciaba su recorrido en el campus de la Universidad de Alcalá de Henares, en el mismo punto que la línea 227, donde tenía correspondencia con líneas urbanas. Desde aquí salía del campus para circular por el viario que rodea al Hospital Príncipe de Asturias, donde tenía 2 paradas. Saliendo del barrio donde se encuentra el hospital, tomaba la avenida de Meco en dirección al centro de Alcalá de Henares, circulando hasta el final de la misma sin paradas.
Al final de la avenida de Meco, la línea seguía de frente por la calle Pedro Sarmiento de Gamboa (sin paradas), que recorría entera girando al final a la izquierda para tomar la avenida de la Caballería Española, que recorría igualmente entera girando a la derecha al final para circular por la Vía Complutense (2 paradas). Por la Vía Complutense salía del casco urbano de Alcalá de Henares tomando la avenida del Ejército (2 paradas) que recorría entera saliendo al final a la carretera M-300 (1 parada), abandonando definitivamente Alcalá de Henares para acercarse a Torrejón de Ardoz.
Al final de la carretera M-300, la línea tomaba la avenida de la Constitución de Torrejón de Ardoz, en la que tiene 6 paradas, siendo la última en la terminal de autobuses de la plaza de España, donde tenía su cabecera.
| Parada                          | Ubicación                                  | Parada común con: | Enlaces               | Municipio         | Zona |
| ------------------------------- | ------------------------------------------ | ----------------- | --------------------- | ----------------- | ---- |
| Universidad                     | Gta. Nueva Universidad, s/n                | 227 2             |                       | Alcalá de Henares |      |
| Hospital 2                      | Calle 19, s/n                              | 227 2 3           |                       | Alcalá de Henares |      |
| Hospital 1                      | Urb. Ciudad Residencial Universitaria, s/n | 2 3               |                       | Alcalá de Henares |      |
| Frente a c/Brihuega             | Vía Complutense, 49                        |                   | Estación de autobuses | Alcalá de Henares |      |
| Glorieta Puerta Madrid          | Avda. del Ejército, s/n                    | 223 225           |                       | Alcalá de Henares |      |
| Terminal Continental Auto       | Avda. del Ejército, 2                      | 223 225           |                       | Alcalá de Henares |      |
| Ibelsa                          | Ctra. M-300, km. 30                        | 223 225 229       |                       | Alcalá de Henares |      |
| Polígono industrial             | Avda. de la Constitución, 219              | 225 1             |                       | Torrejón de Ardoz |      |
| Frente a Restaurante Quirós     | Avda. de la Constitución, 188              | 224 225 824 1     |                       | Torrejón de Ardoz |      |
| Frente al nº140 pasado c/Juncal | Avda. de la Constitución, 201              | 224 225 824 6     |                       | Torrejón de Ardoz |      |
| Frente al nº122                 | Avda. de la Constitución, 169              | 224 225 824 6     |                       | Torrejón de Ardoz |      |
| Semiesquina c/Roma              | Avda. de la Constitución, 143              | 224 225 824 6     |                       | Torrejón de Ardoz |      |
| Enclave 5 - c/Cáncana           | Pza. de España, 2                          | 220               | Torrejón de Ardoz     | Torrejón de Ardoz |      |

### Sentido Alcalá de Henares
El recorrido de vuelta era igual al de ida con algunas salvedades:
- Tenía una parada más en la avenida de la Constitución.
- Tenía una parada más en la carretera M-300.
- Circulaba por la avenida de Madrid en lugar de hacerlo por la avenida del Ejército.

| Parada                       | Ubicación                                | Parada común con: | Enlaces               | Municipio         | Zona |
| ---------------------------- | ---------------------------------------- | ----------------- | --------------------- | ----------------- | ---- |
| Enclave 5 - c/Cáncana        | Pza. de España, 2                        | 220               | Torrejón de Ardoz     | Torrejón de Ardoz |      |
| Esquina ctra. Loeches        | Avda. de la Constitución, 82             | 224 225 824 6     |                       | Torrejón de Ardoz |      |
| Frente a c/Roma              | Avda. de la Constitución, 98             | 224 225 824 6     |                       | Torrejón de Ardoz |      |
| Frente a Hostal              | Avda. de la Constitución, 126            | 224 225 824 6     |                       | Torrejón de Ardoz |      |
| Esquina c/Circunvalación     | Avda. de la Constitución, 148            | 224 225 824 6     |                       | Torrejón de Ardoz |      |
| Polígono industrial          | Avda. de la Constitución, 188            | 224 225 824 1     |                       | Torrejón de Ardoz |      |
| Junto a Tompla               | Avda. de la Constitución, 210            | 225 1             |                       | Torrejón de Ardoz |      |
| Zanussi                      | Ctra. M-300, km. 30                      | 223 225 229       |                       | Alcalá de Henares |      |
| Fiat España                  | Ctra. M-300, km. 28,7                    | 223 225           |                       | Alcalá de Henares |      |
| Frente a Boots Farmacéuticas | Avda. de Madrid, 36                      | 223 225           |                       | Alcalá de Henares |      |
| Gasolinera                   | Avda. de Madrid, 28                      | 223 225           |                       | Alcalá de Henares |      |
| Colegio Calasanz             | Vía Complutense, 24                      | 223 225 5 10 11   |                       | Alcalá de Henares |      |
| Esquina c/Brihuega           | Avda. de Daganzo, s/n                    |                   | Estación de autobuses | Alcalá de Henares |      |
| Hospital 1                   | Urb. Ciudad Residencial Universitaria, 1 | 2 3               |                       | Alcalá de Henares |      |
| Hospital 2                   | Calle 19, s/n                            | 227 2 3           |                       | Alcalá de Henares |      |
| Universidad                  | Gta. Nueva Universidad, s/n              | 227 2             |                       | Alcalá de Henares |      |